# إيركوت إم إس-21
إيركوت إم إس-21 (بالإنجليزية: Irkut MS-21) هي طائرة ركاب نفاثة روسية، ضيقة البدن بمحركين، وذات مدى قصير إلي متوسط، وبسعة مقعدية تترواح من 150 إلي 212 راكب، تحت التطوير الآن، وسوف تنتج من قبل كل من شركة الطائرات المتحدة وشركة إيركوت وشركة ياكوفليف. ومن المخطط أن يكون أول طيران لها في 2016. ودخول الخدمة في 2017، وسعر الطائرة الواحدة من طراز  إم إس-21-200 سيكون 72 مليون دولار.

## أنواعها
النوع الأساسي لطائرة ايركوت إم إس-21 "MC-21-300" صممت بسعة مقعدية 180 مسافر تقريباً في وضعية (درجة إركاب واحدة).
MC-21-200
نسخة أقصر بسعة مقعدية تصل إلى 176 مسافر، تنافس بشكل مباشر مع إيرباص A318neo وبوينغ 737 MAX 7|إيرباص A220.
MC-21-300
النسخة الأساسية بسعة مقعدية تصل إلى 211 مسافر، تنافس بشكل مباشر مع إيرباص A320neo وبوينغ 737 MAX 8.
MC-21-400
نسخة أطول (مُخطط لها) بسعة مقعدية تصل إلى 230 مسافر، تنافس بشكل مباشر مع إيرباص A321neo و بوينغ 737 MAX 9.